# درونیا کوژواوودا
درونیا کوژواوودا (به لاتین: Derevnya Kozhzavoda) یک منطقهٔ مسکونی در روسیه است که در باشقیرستان واقع شده‌است.